# De grote wereld
De grote wereld is een novelle van 87 bladzijden geschreven door Arthur Japin. De uitgave was tijdens de Boekenweek van 2006 het boekenweekgeschenk.

## Verhaal
Lemuel ('Lemmy') is een lilliputter die al zijn hele leven in een Duits kunstmatig ingericht stadje genaamd Märchenstad Lilliput  woont dat volledig bestaat uit mensen die ook aan dwerggroei lijden. Hij woont er samen met zijn grote liefde Rosa. Gedurende het eerste deel van zijn jeugd schermden zijn ouders hem af van de buitenwereld. Voor zijn tienerjaren wist hij daarom niet dat zijn leefomgeving voornamelijk bestond uit tweedimensionale decors en dat de lichaamslengte van zijn lichaamsgenoten en hem niet de gangbare norm vormt in de wereld. Zijn stadje vormt in feite een levende tentoonstelling die mensen met een gangbare lichaamsgrootte tegen betaling kunnen bezichtigen, als levende attracties. Te hunner vermaak voeren zijn medebewoners dagelijks komische shows op, waarin zogenaamde wethoudertjes zich verzamelen in een stadhuis en zogenaamde brandweermannetjes uitrukken om een brand te blussen. Hun leefwereld is een kermisachtig park, met een pannenkoekenrestaurant en een souvenirwinkel voor het bezoekend publiek dat zich vermaakt om de freaks.
Aan de vooravond van de Tweede Wereldoorlog stellen de nazi's een verbod in op dwergstadjes zoals dat van Lemmy. Rosa en hij worden uit hun woning gezet en moeten zich in 1939 zien te gaan redden in de reguliere maatschappij. Märchenstad Lilliput wordt met de grond gelijk gemaakt. Lemmy en Rosa vinden onderdak bij voormalig variété-artieste Frau Moncau. Zij vindt in een krant een aankondiging van een auditie waarvoor lilliputters worden gevraagd voor een rondtrekkende show in Groot-Brittannië. Rosa wil graag samen met Lemmy een komisch dansnummer instuderen om daaraan deel te nemen. Lemmy worstelt alleen met de vraag of hij zich nog langer als bezienswaardigheid wil laten uitbuiten om maar in de smaak te vallen in 'de grote wereld'. Rosa daarentegen ziet het als hun enige realistische kans.

## Achtergrond
Japin kwam op het idee voor 'De grote wereld' toen hij in zijn ouderlijk huis briefkaarten vond van het in de eerste helft van de twintigste eeuw echt bestaande Märchenstadt Lilliput. De twee geportreteerde personen op de omslag van de novelle zijn Semon en Sonia. Zij traden in die tijd op in een 'lilliputrevue'. In het Nawoord geeft Japin een overzicht van  door hem geraadpleegde werken over "kleine mensen".

## Citaat
- Over aanpassing: "Als je mouwen te kort zijn, hak je dan je handen af?" (pag. 87)